# 페르니크

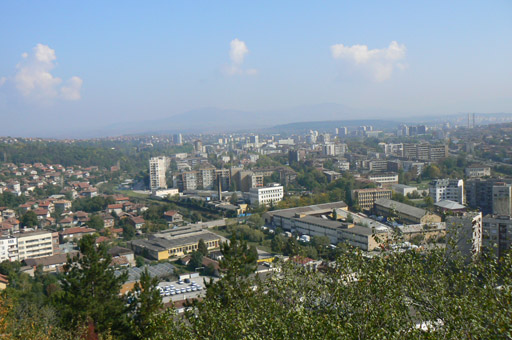
페르니크

페르니크(불가리아어: Перник, Pernik)는 불가리아 서부에 위치한 도시로, 페르니크 주의 주도이며 인구는 81,052명(2011년 2월 기준), 높이는 710m이다. 소피아(불가리아의 수도)에서 남서쪽으로 약 30km 정도 떨어진 곳에 위치하고 있고 스트루마강과 접한다.

## 역사
기원전 4세기 트라키아의 요새가 건설되었고 나중에 고대 로마의 마을이 되었다. 9세기 초반 불가리아 제국의 중요한 요새 가운데 한 곳으로 여겨졌다. 페르니크라는 이름은 슬라브 신화에 등장하는 신인 페룬(Perun)에서 유래된 이름으로, 슬라브어파 지명에 쓰이는 접미사인 "-니크"(-nik)를 덧붙인 이름이다. 9세기 문헌에 처음 등장했다.
페르니크 요새는 11세기 불가리아 제국의 황제였던 사무일이 비잔틴 제국의 침공에 대항하는 데에 큰 역할을 했다. 당시 페르니크를 지배하고 있던 크라크라 공(Кракра, Krakra)은 비잔틴 제국의 포위와 공격에 여러 차례 저항했다고 전해진다.
1396년부터 1878년까지 오스만 제국의 지배를 받았고 20세기 석탄 채굴과 중공업의 중심지가 되면서 크게 성장했다. 1949년부터 1962년까지는 한때 불가리아의 공산주의 지도자인 게오르기 디미트로프를 기념하기 위해 붙여진 이름인 디미트로보(Димитрово, Dimitrovo)라는 이름으로 부르기도 했다.

## 기후
| Pernik, Bulgaria의 기후  | Pernik, Bulgaria의 기후 | Pernik, Bulgaria의 기후 | Pernik, Bulgaria의 기후 | Pernik, Bulgaria의 기후 | Pernik, Bulgaria의 기후 | Pernik, Bulgaria의 기후 | Pernik, Bulgaria의 기후 | Pernik, Bulgaria의 기후 | Pernik, Bulgaria의 기후 | Pernik, Bulgaria의 기후 | Pernik, Bulgaria의 기후 | Pernik, Bulgaria의 기후 | Pernik, Bulgaria의 기후 |
| 월                       | 1월                     | 2월                     | 3월                     | 4월                     | 5월                     | 6월                     | 7월                     | 8월                     | 9월                     | 10월                    | 11월                    | 12월                    | 연간                    |
| ------------------------ | ----------------------- | ----------------------- | ----------------------- | ----------------------- | ----------------------- | ----------------------- | ----------------------- | ----------------------- | ----------------------- | ----------------------- | ----------------------- | ----------------------- | ----------------------- |
| 역대 최고 기온 °C (°F)   | 15.2 (59.4)             | 19.1 (66.4)             | 29 (84)                 | 30 (86)                 | 33.1 (91.6)             | 34.7 (94.5)             | 38.2 (100.8)            | 37.5 (99.5)             | 34.5 (94.1)             | 32.2 (90.0)             | 23.2 (73.8)             | 17.4 (63.3)             | 38.1 (100.6)            |
| 일평균 최고 기온 °C (°F) | 4.0 (39.2)              | 5.6 (42.1)              | 11.1 (52.0)             | 17.2 (63.0)             | 22.5 (72.5)             | 26.5 (79.7)             | 29.3 (84.7)             | 29.5 (85.1)             | 24.0 (75.2)             | 18.3 (64.9)             | 11.8 (53.2)             | 4.7 (40.5)              | 17.2 (63.0)             |
| 일일 평균 기온 °C (°F)   | −0.8 (30.6)             | 1.0 (33.8)              | 5.4 (41.7)              | 11.2 (52.2)             | 16.0 (60.8)             | 20.0 (68.0)             | 22.5 (72.5)             | 22.5 (72.5)             | 17.8 (64.0)             | 12.0 (53.6)             | 6.9 (44.4)              | 0.7 (33.3)              | 11.3 (52.3)             |
| 일평균 최저 기온 °C (°F) | −4.5 (23.9)             | −3.5 (25.7)             | 0.8 (33.4)              | 5.1 (41.2)              | 9.5 (49.1)              | 12.6 (54.7)             | 14.5 (58.1)             | 14.5 (58.1)             | 10.5 (50.9)             | 5.6 (42.1)              | 2.0 (35.6)              | −2.3 (27.9)             | 5.4 (41.7)              |
| 역대 최저 기온 °C (°F)   | −26.8 (−16.2)           | −26.5 (−15.7)           | −21.5 (−6.7)            | −6.4 (20.5)             | −3.6 (25.5)             | 1.7 (35.1)              | 3.5 (38.3)              | 3.5 (38.3)              | −3 (27)                 | −4.9 (23.2)             | −14.6 (5.7)             | −18.7 (−1.7)            | −26.8 (−16.2)           |
| 평균 강수량 mm (인치)    | 43 (1.7)                | 37 (1.5)                | 37 (1.5)                | 53 (2.1)                | 71 (2.8)                | 77 (3.0)                | 48 (1.9)                | 39 (1.5)                | 43 (1.7)                | 52 (2.0)                | 56 (2.2)                | 48 (1.9)                | 604 (23.8)              |
| 출처: Stringmeteo        |                         |                         |                         |                         |                         |                         |                         |                         |                         |                         |                         |                         |                         |

## 자매 도시
- 독일 마그데부르크
- 스위스 로잔
- 북마케도니아 스코페
- 폴란드 루블린
- 프랑스 캉
- 웨일스 카디프
- 러시아 옐렉트로스탈
- 이탈리아 밀라노
- 슬로베니아 류블랴나
- 크로아티아 스플리트
- 보스니아 헤르체고비나 투즐라
- 그리스 이라클리오
- 세르비아 오브레노바츠
- 체코 파르두비체
- 오스트리아 그라츠
- 덴마크 오르후스
- 우크라이나 루한스크
- 조선민주주의인민공화국 평성시